# لشکر ۸ ژاپن
لشکر ۸ ژاپن (انگلیسی: 8th Division) یکی از نه لشکر فعال نیروی زمینی دفاع‌ازخود ژاپن است. این لشکر تابع ارتش غربی است و ستاد مرکزی آن در کوماموتو قرار دارد. مسئولیت این لشکر دفاع از استان‌های کاگوشیما، کوماموتو و میازاکی است. لشکر هشتم در ۱۸ ژانویه ۱۹۶۲ تأسیس شد.
این لشکر علاوه بر وظایف دفاعی و امنیتی و امدادرسانی در بلایای طبیعی در سه استان واقع در جنوب کیوشو (کوماموتو، میازاکی و کاگوشیما)، در فعالیت‌های همکاری مدنی و کمک‌های بین‌المللی نیز مشارکت دارد.
بیش از ۸۰٪ اعضای لشکر هشتم از مناطق محلی هستند که به ترتیب کوماموتو (تقریباً ۲۶۰۰ عضو)، کاگوشیما (تقریباً ۱۷۰۰ عضو) و میازاکی (تقریباً ۱۵۰۰ عضو) را شامل می‌شوند.
از زمان پایان جنگ سرد، نگرانی‌هایی در مورد مسئله تایوان و احتمال وقوع شرایط اضطراری در جزایر نانسی ایجاد شده است و اهمیت این لشکر که منحصر به منطقه خود است و تقریباً ۹۶۰ جزیره دورافتاده را در حوزه مسئولیت خود پوشش می‌دهد، افزایش یافته است. به همین دلیل، این لشکر تلاش می‌کند تا قابلیت‌های خود را متناسب با ویژگی‌های منطقه‌ای، مانند انجام آموزش‌های مشترک دفاع از جزیره با سپاه تفنگداران دریایی ایالات متحده در ایالات متحده، بهبود بخشد.
در بیست و ششمین برنامه دفاعی میان‌مدت، این لشکر در پایان سال مالی ۲۰۱۷ (هیسه ۲۹) از یک لشکر نوسازی آماده به یک لشکر سیار (شامل یک هنگ سیار آماده و دو هنگ پیاده‌نظام) سازماندهی مجدد شد، جلوتر از بقیه کشور، با هدف «توانایی استقرار فراتر از منطقه امنیتی در صورت بروز شرایط اضطراری». علاوه بر این، برخی از واحدهای مستقیم ارتش غربی برای عملیات عادی تابع این لشکر هستند. علاوه بر این، در پایان سال ۲۰۱۸، نیروی گارد آمامی در آمامی اوشیما تشکیل شد، با یک منطقه دفاعی که از جزایر توکارا تا جزایر آمامی امتداد داشت و یک پادگان در آمامی اوشیما تأسیس شد.